# Quan (kejsarinna)
Quan (全皇后; Quán huánghòu), född 1241, död 1309, var en kinesisk kejsarinna, gift med kejsar Song Duzong och adoptivmor till kejsar Song Gongdi. 

## Biografi
Quan var släkt med kejsar Song Lizongs mor. Hon valdes ut till tronföljarens gemål 1261 och fick titeln taizifei, kronprinsessa. Hon blev kejsarinna 1267. Inte mycket är känt om Quans liv som kejsarinna under makens regeringstid. När hennes treårige adoptivson besteg tronen år 1274 var det hennes svärmor Xie Daoqing som utsågs till hans förmyndare och rikets regent under hans omyndighet.
År 1276 erövrades riket av mongolerna, och regenten och kejsaren kapitulerade formellt till mongolerna utanför sin huvudstad Lin'an (dagens Hangzhou) och överlämnade riket, som blev en del av mongolernas imperium. Tillsammans med de kejserliga prinsessorna och det övriga hovet följde hon den avsatta barnkejsaren till Mongoliet, där de fråntogs sina titlar men mottog skattefria egendomar i Peking att leva på. När hennes svärmor avled 1282, ska Quan ha gått i kloster.